# توبیاس

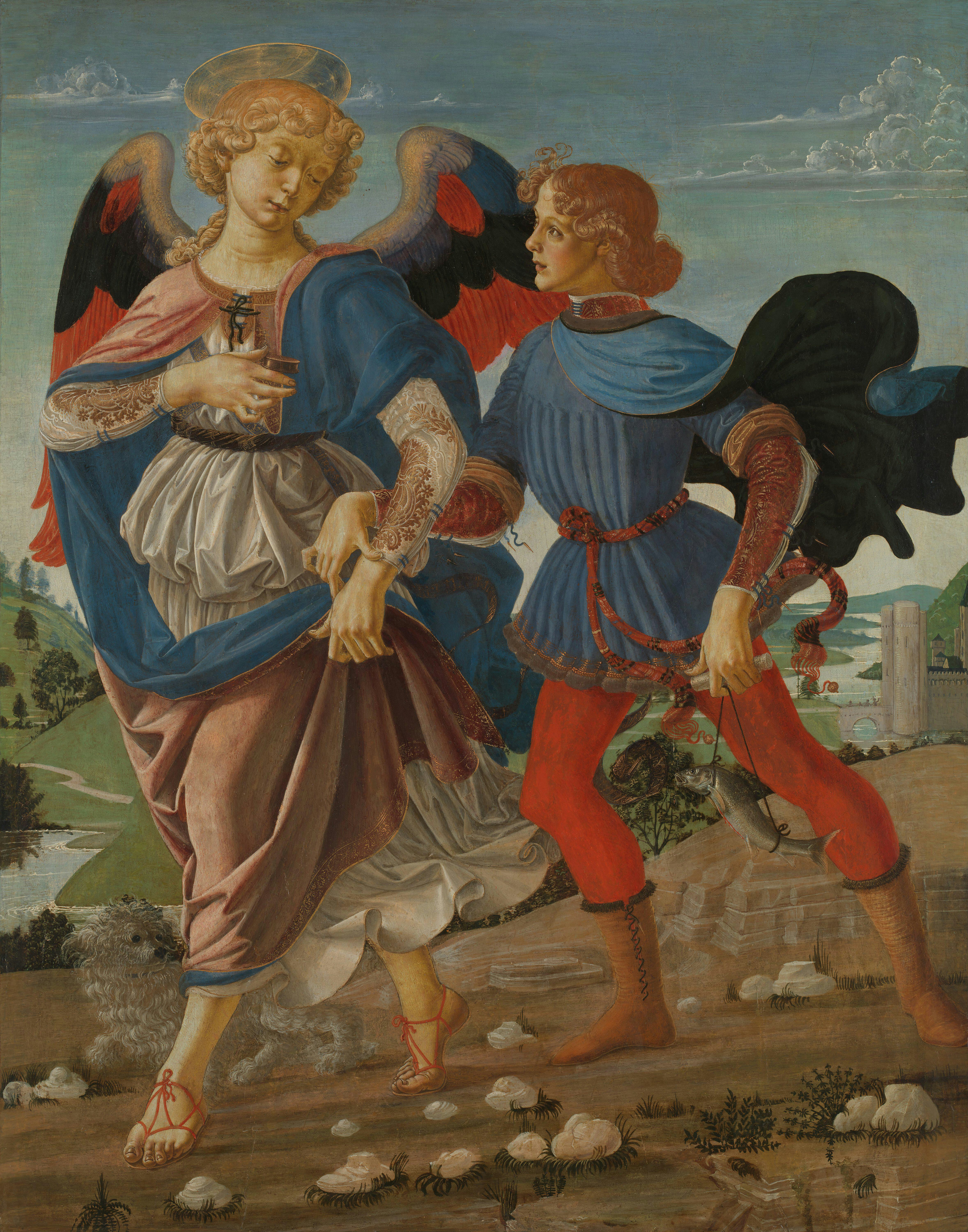
توبیاس و فرشته، اثری از وروکیو

توبیاس (به عبری: טוֹבִיָּהוּ Ṭōvijjahū، به معنی «خداوند خوب است») پسر توبیت در کتاب توبیت، یکی از نوشته‌های متأخر عهد عتیق است.

## توبیاس در کتاب توبیت
توبیاس پدر (توبیت) در دوران اسارت آشوریان در نینوا به خدای خود وفادار ماند و از طریق نیکوکاری متمایز شد. حتی در امتحانات نیز اعتماد خود را به خدا از دست نداد. پسرش، توبیاس جوان، در سفری توسط فرشته رافائل همراه شد و با همسر آینده خود سارا (دختر ادنا) ملاقات کرد. در این سفر یک سگ نیز توبیاس جوان را همراهی و محافظت می‌کرد.
در ترجمه‌های کتاب مقدس کاتولیک رومی، بین توبیاس پدر (توبیت) و توبیاس پسر تمایز قائل شده است.
در ترجمه‌های پروتستانی مانند انجیل لوتر، نام عبری توبیاس در هر دو مورد استفاده می‌شود.

## شمایل

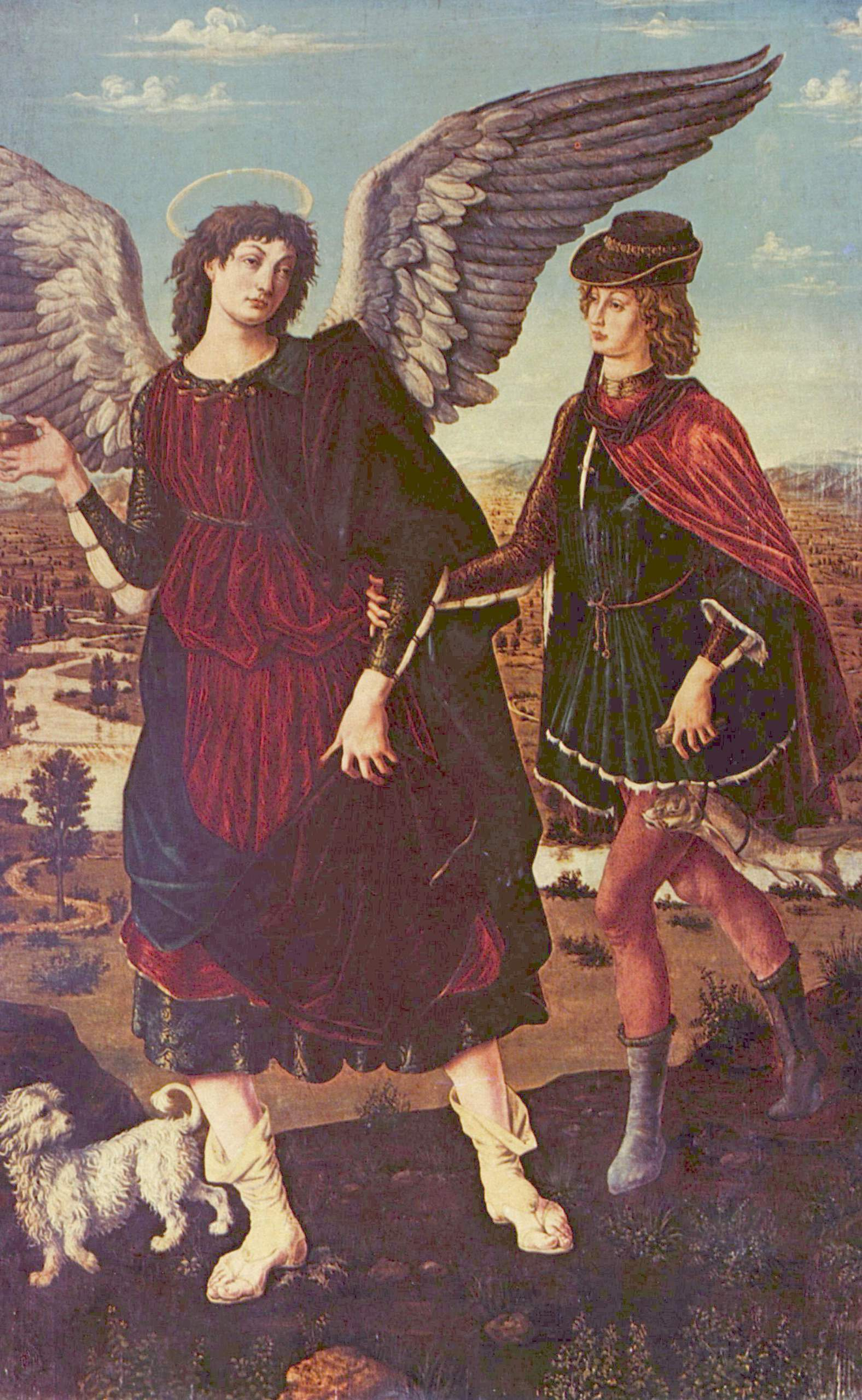
توبیاس و فرشته، اثری از پیرو و آنتونیو دل پولایولو

توبیاس اغلب در شمایل‌نگاری به عنوان یک مسافر، همراه با فرشته رافائل یا هنگامی که فرشته بزرگ با خانواده توبیاس خداحافظی می‌کند، به تصویر کشیده می‌شود. او حامی زائران، مسافران و کسانی است که از بیماری‌های چشمی رنج می‌برند. روز سالگرد او ۱۳ سپتامبر است.
پدرش توبیت هنگام شفای نابینایی خود به تصویر کشیده می‌شود. توبیت قدیس حامی گورکنان است.